# Urariopsis
Urariopsis es un género de plantas con flores con dos especies perteneciente a la familia Fabaceae. Es originario de China.

## Especies
- Urariopsis brevissima
- Urariopsis cordifolia